# Русија на Олимпијским играма
Русија се први пут појавила на Олимпијским играма 1900. године, које су биле друге по реду олимпијске игре модерног доба. Од тада Русија је до Првог светског рата самостално наступила три пута, а после у заједници са државама Совјетског Савеза. Поново је почела самостално да наступа после распада Совјетског Савеза. Први наступ је после тога имала 1996. године на летњим и 1994. на Зимским олимпијским играма. 
На Зимским олимпијским играма Русија је први пут учествовала 1994. године и учествовала на свим наредним одржаним Зимским олимпијским играма.
Русија је једанпут била домаћин олимпијских игара:
- Летње олимпијске игре 1980. у Москви

Руски олимпијци су закључно са 2009. годином освојили 399 медаља на олимпијадама, 323 на летњим и 76 на зимским играма. 
Национални олимпијски комитет Русије (Олимпийский комитет России) је основан 1989. године а признат од стране Међународног олимпијског комитета 1993. године.

## Медаље

### Освојене медаље на ЛОИ
| Учешће и освојене медаље Русије на ЛОИ |                         |                         |                         |                         |                         |                         |                         |                         |                         |                         |
| ЛОИ                                    | Носилац заставе         | Учешће                  | Муш.                    | Жене                    | спорт.                  | Злато                   | Сребро                  | Бронза                  | Укупно                  | Ранг                    |
| 1896. Атина                            | није учествовала        | није учествовала        | није учествовала        | није учествовала        | није учествовала        | није учествовала        | није учествовала        | није учествовала        | није учествовала        | није учествовала        |
| 1900. Париз                            |                         |                         |                         |                         |                         | 0                       | 0                       | 0                       | 0                       |                         |
| 1904. Сент Луис                        | није учествовала        | није учествовала        | није учествовала        | није учествовала        | није учествовала        | није учествовала        | није учествовала        | није учествовала        | није учествовала        | није учествовала        |
| 1908. Лондон                           |                         |                         |                         |                         |                         | 1                       | 2                       | 0                       | 3                       |                         |
| 1912. Стокхолм                         |                         |                         |                         |                         |                         | 0                       | 2                       | 3                       | 5                       |                         |
| 1920. Антверпен                        | није учествовала        | није учествовала        | није учествовала        | није учествовала        | није учествовала        | није учествовала        | није учествовала        | није учествовала        | није учествовала        | није учествовала        |
| 1924. Париз                            | није учествовала        | није учествовала        | није учествовала        | није учествовала        | није учествовала        | није учествовала        | није учествовала        | није учествовала        | није учествовала        | није учествовала        |
| 1928. Амстердам                        | није учествовала        | није учествовала        | није учествовала        | није учествовала        | није учествовала        | није учествовала        | није учествовала        | није учествовала        | није учествовала        | није учествовала        |
| 1932. Лос Анђелес                      | није учествовала        | није учествовала        | није учествовала        | није учествовала        | није учествовала        | није учествовала        | није учествовала        | није учествовала        | није учествовала        | није учествовала        |
| 1936. Берлин                           | није учествовала        | није учествовала        | није учествовала        | није учествовала        | није учествовала        | није учествовала        | није учествовала        | није учествовала        | није учествовала        | није учествовала        |
| 1948. Лондон                           | није учествовала        | није учествовала        | није учествовала        | није учествовала        | није учествовала        | није учествовала        | није учествовала        | није учествовала        | није учествовала        | није учествовала        |
| 1952. Хелсинки                         | као део Совјетски Савез | као део Совјетски Савез | као део Совјетски Савез | као део Совјетски Савез | као део Совјетски Савез | као део Совјетски Савез | као део Совјетски Савез | као део Совјетски Савез | као део Совјетски Савез | као део Совјетски Савез |
| 1956. Мелбурн и Стокхолм               | као део Совјетски Савез | као део Совјетски Савез | као део Совјетски Савез | као део Совјетски Савез | као део Совјетски Савез | као део Совјетски Савез | као део Совјетски Савез | као део Совјетски Савез | као део Совјетски Савез | као део Совјетски Савез |
| 1960. Рим                              | као део Совјетски Савез | као део Совјетски Савез | као део Совјетски Савез | као део Совјетски Савез | као део Совјетски Савез | као део Совјетски Савез | као део Совјетски Савез | као део Совјетски Савез | као део Совјетски Савез | као део Совјетски Савез |
| 1964. Токио                            | као део Совјетски Савез | као део Совјетски Савез | као део Совјетски Савез | као део Совјетски Савез | као део Совјетски Савез | као део Совјетски Савез | као део Совјетски Савез | као део Совјетски Савез | као део Совјетски Савез | као део Совјетски Савез |
| 1968. Мексико Сити                     | као део Совјетски Савез | као део Совјетски Савез | као део Совјетски Савез | као део Совјетски Савез | као део Совјетски Савез | као део Совјетски Савез | као део Совјетски Савез | као део Совјетски Савез | као део Совјетски Савез | као део Совјетски Савез |
| 1972. Минхен                           | као део Совјетски Савез | као део Совјетски Савез | као део Совјетски Савез | као део Совјетски Савез | као део Совјетски Савез | као део Совјетски Савез | као део Совјетски Савез | као део Совјетски Савез | као део Совјетски Савез | као део Совјетски Савез |
| 1976. Монтреал                         | као део Совјетски Савез | као део Совјетски Савез | као део Совјетски Савез | као део Совјетски Савез | као део Совјетски Савез | као део Совјетски Савез | као део Совјетски Савез | као део Совјетски Савез | као део Совјетски Савез | као део Совјетски Савез |
| 1980. Москва                           | као део Совјетски Савез | као део Совјетски Савез | као део Совјетски Савез | као део Совјетски Савез | као део Совјетски Савез | као део Совјетски Савез | као део Совјетски Савез | као део Совјетски Савез | као део Совјетски Савез | као део Совјетски Савез |
| 1984. Лос Анђелес                      | као део Совјетски Савез | као део Совјетски Савез | као део Совјетски Савез | као део Совјетски Савез | као део Совјетски Савез | као део Совјетски Савез | као део Совјетски Савез | као део Совјетски Савез | као део Совјетски Савез | као део Совјетски Савез |
| 1988. Сеул                             | као део Совјетски Савез | као део Совјетски Савез | као део Совјетски Савез | као део Совјетски Савез | као део Совјетски Савез | као део Совјетски Савез | као део Совјетски Савез | као део Совјетски Савез | као део Совјетски Савез | као део Совјетски Савез |
| 1992. Барселона                        | као део Уједињени тим   | као део Уједињени тим   | као део Уједињени тим   | као део Уједињени тим   | као део Уједињени тим   | као део Уједињени тим   | као део Уједињени тим   | као део Уједињени тим   | као део Уједињени тим   | као део Уједињени тим   |
| 1996. Атланта                          |                         |                         |                         |                         |                         | 26                      | 21                      | 16                      | 63                      |                         |
| 2000. Сиднеј                           |                         |                         |                         |                         |                         | 32                      | 28                      | 28                      | 88                      |                         |
| 2004. Атина                            |                         |                         |                         |                         |                         | 27                      | 27                      | 38                      | 92                      |                         |
| 2008. Пекинг                           |                         |                         |                         |                         |                         | 23                      | 21                      | 28                      | 72                      |                         |
| 2012. Лондон                           |                         |                         |                         |                         |                         | 19                      | 20                      | 29                      | 68                      |                         |
| 2016. Рио де Жанеиро                   |                         |                         |                         |                         |                         | 19                      | 17                      | 20                      | 56                      |                         |
| 2020. Токио                            |                         |                         |                         |                         |                         |                         |                         |                         |                         |                         |
| 2024. Париз                            |                         |                         |                         |                         |                         |                         |                         |                         |                         |                         |
| 2028. Лос Анђелес                      | предстојећи догађај     |                         |                         |                         |                         |                         |                         |                         |                         |                         |
| 2032. Бризбејн                         | предстојећи догађај     |                         |                         |                         |                         |                         |                         |                         |                         |                         |
| Укупно*                                | 148                     | 125                     | 153                     | 426                     |                         |                         |                         |                         |                         |                         |

### Освојене медаље на ЗОИ
| Учешће и освојене медаље Русије на ЗОИ |                         |                         |                         |                         |                         |                         |                         |                         |                         |                         |
| ЛОИ                                    | Носилац заставе         | Учешће                  | Муш.                    | Жене                    | спорт.                  | Злато                   | Сребро                  | Бронза                  | Укупно                  | Ранг                    |
| 1924. Шамони                           | није учествовала        | није учествовала        | није учествовала        | није учествовала        | није учествовала        | није учествовала        | није учествовала        | није учествовала        | није учествовала        | није учествовала        |
| 1928. Санкт Мориц                      | није учествовала        | није учествовала        | није учествовала        | није учествовала        | није учествовала        | није учествовала        | није учествовала        | није учествовала        | није учествовала        | није учествовала        |
| 1932. Лејк Плесид                      | није учествовала        | није учествовала        | није учествовала        | није учествовала        | није учествовала        | није учествовала        | није учествовала        | није учествовала        | није учествовала        | није учествовала        |
| 1936. Гармиш-Партенкирхен              | није учествовала        | није учествовала        | није учествовала        | није учествовала        | није учествовала        | није учествовала        | није учествовала        | није учествовала        | није учествовала        | није учествовала        |
| 1948. Санкт Мориц                      | није учествовала        | није учествовала        | није учествовала        | није учествовала        | није учествовала        | није учествовала        | није учествовала        | није учествовала        | није учествовала        | није учествовала        |
| 1952. Осло                             | није учествовала        | није учествовала        | није учествовала        | није учествовала        | није учествовала        | није учествовала        | није учествовала        | није учествовала        | није учествовала        | није учествовала        |
| 1956. Кортина д'Ампецо                 | као део Совјетски Савез | као део Совјетски Савез | као део Совјетски Савез | као део Совјетски Савез | као део Совјетски Савез | као део Совјетски Савез | као део Совјетски Савез | као део Совјетски Савез | као део Совјетски Савез | као део Совјетски Савез |
| 1960. Скво Вали                        | као део Совјетски Савез | као део Совјетски Савез | као део Совјетски Савез | као део Совјетски Савез | као део Совјетски Савез | као део Совјетски Савез | као део Совјетски Савез | као део Совјетски Савез | као део Совјетски Савез | као део Совјетски Савез |
| 1964. Инзбрук                          | као део Совјетски Савез | као део Совјетски Савез | као део Совјетски Савез | као део Совјетски Савез | као део Совјетски Савез | као део Совјетски Савез | као део Совјетски Савез | као део Совјетски Савез | као део Совјетски Савез | као део Совјетски Савез |
| 1968. Гренобл                          | као део Совјетски Савез | као део Совјетски Савез | као део Совјетски Савез | као део Совјетски Савез | као део Совјетски Савез | као део Совјетски Савез | као део Совјетски Савез | као део Совјетски Савез | као део Совјетски Савез | као део Совјетски Савез |
| 1972. Сапоро                           | као део Совјетски Савез | као део Совјетски Савез | као део Совјетски Савез | као део Совјетски Савез | као део Совјетски Савез | као део Совјетски Савез | као део Совјетски Савез | као део Совјетски Савез | као део Совјетски Савез | као део Совјетски Савез |
| 1976. Инзбрук                          | као део Совјетски Савез | као део Совјетски Савез | као део Совјетски Савез | као део Совјетски Савез | као део Совјетски Савез | као део Совјетски Савез | као део Совјетски Савез | као део Совјетски Савез | као део Совјетски Савез | као део Совјетски Савез |
| 1980. Лејк Плесид                      | као део Совјетски Савез | као део Совјетски Савез | као део Совјетски Савез | као део Совјетски Савез | као део Совјетски Савез | као део Совјетски Савез | као део Совјетски Савез | као део Совјетски Савез | као део Совјетски Савез | као део Совјетски Савез |
| 1984. Сарајево                         | као део Совјетски Савез | као део Совјетски Савез | као део Совјетски Савез | као део Совјетски Савез | као део Совјетски Савез | као део Совјетски Савез | као део Совјетски Савез | као део Совјетски Савез | као део Совјетски Савез | као део Совјетски Савез |
| 1988. Калгари                          | као део Совјетски Савез | као део Совјетски Савез | као део Совјетски Савез | као део Совјетски Савез | као део Совјетски Савез | као део Совјетски Савез | као део Совјетски Савез | као део Совјетски Савез | као део Совјетски Савез | као део Совјетски Савез |
| 1992. Албервил                         | као део Уједињени тим   | као део Уједињени тим   | као део Уједињени тим   | као део Уједињени тим   | као део Уједињени тим   | као део Уједињени тим   | као део Уједињени тим   | као део Уједињени тим   | као део Уједињени тим   | као део Уједињени тим   |
| 1994. Лилехамер                        |                         |                         |                         |                         |                         | 11                      | 8                       | 4                       | 23                      |                         |
| 1998. Нагано                           |                         |                         |                         |                         |                         | 9                       | 6                       | 3                       | 18                      |                         |
| 2002. Солт Лејк Сити                   |                         |                         |                         |                         |                         | 5                       | 4                       | 4                       | 13                      |                         |
| 2006. Торино                           |                         |                         |                         |                         |                         | 8                       | 6                       | 8                       | 22                      |                         |
| 2010. Ванкувер                         |                         |                         |                         |                         |                         | 3                       | 5                       | 7                       | 15                      |                         |
| 2014. Сочи                             |                         |                         |                         |                         |                         | 11                      | 9                       | 9                       | 29                      |                         |
| 2018. Пјонгчанг                        | као део Уједињени тим   | као део Уједињени тим   | као део Уједињени тим   | као део Уједињени тим   | као део Уједињени тим   | као део Уједињени тим   | као део Уједињени тим   | као део Уједињени тим   | као део Уједињени тим   | као део Уједињени тим   |
| 2022. Пекинг                           |                         |                         |                         |                         |                         |                         |                         |                         |                         |                         |
| 2026. Милано и Кортина                 | предстојећи догађај     |                         |                         |                         |                         |                         |                         |                         |                         |                         |
| 2030. Француски Алпи                   | предстојећи догађај     |                         |                         |                         |                         |                         |                         |                         |                         |                         |
| 2034. Солт Лејк Сити                   | предстојећи догађај     |                         |                         |                         |                         |                         |                         |                         |                         |                         |
| Укупно*                                | 47                      | 38                      | 35                      | 120                     |                         |                         |                         |                         |                         |                         |

*Укупан број медаља укључује златну медаљу добијену у уметничком клизању са Летњих олимпијских игара 1908. Ова медаља је укључена у укупан број медаља са летњих игара али за зимске олимпијске спортове.